# چهره کوزه
چهره کوزه (به انگلیسی: Jug Face) فیلمی محصول سال ۲۰۱۲ و به کارگردانی چاد کرافورد کینکله است. در این فیلم بازیگرانی همچون شان بریدجرز، لارن اشلی کارتر، شان یانگ، لری فسندن، دانیل مانشه ایفای نقش کرده‌اند.